# Луджі
Луджі (груз. ლუჯი) — село в Грузії.
За даними перепису населення 2014 року в селі проживає 73 особа.